# Fredensborg
Fredensborg Dánia egyik városa Hillerød és Helsingør között a közeli Esrum-tó (Esrum Sø) partján. Neve az itt található kastélyra utal: a freden békét, a borg várat, kastélyt jelent.

## Látnivalók
A Fredensborg palota, amelyet IV. Frigyes dán király kezdett építtetni, négy szakaszban épült fel 1720 és 1776 között az akkori Európa neves építészei, Johan Cornelius Krieger (1683–1755), Laurids de Thurah (1706–1759), Nicolas-Henri Jardin (1720–1799), Nicolai Eigtved (Niels Eigtved, 1701–1754) és Caspar Frederik Harsdorff (1735–1799) munkája nyomán. A kastély IV. Frigyes édesapjának, V. Keresztély dán királynak az Østrup Vang nevű vadászterületén épült fel, mely 1678 óta volt birtokában.
Az épület északi oldalán elhelyezkedő barokk kastélykertet Johan Cornelius Krieger tervezte, később Nicolas-Henri Jardin bővítette. A kertben álló szobrok a dán szobrász, Johannes Wiedewelt alkotásai, amelyek 1760 és 1770 között születtek; közülük két nagy méretű alkotás Dániát és Norvégiát, az egykor fennállott Dánia–Norvégia unió két tagját jeleníti meg.